# Tardivitate
Tardivitate este o operă literară scrisă de Ion Luca Caragiale. 